# Campeonato Paraibano de Futebol de 2018 - Segunda Divisão
O Campeonato Paraibano de Futebol de 2018 da Segunda Divisão foi a 34 ª edição do torneio e corresponde à segunda divisão do futebol do estado da Paraíba, disputada entre 23 de setembro e 4 de novembro de 2018. A competição será organizada pela Federação Paraibana de Futebol e contou com a participação de doze equipes. Teve como campeão o Esporte de Patos, após derrotar a Perilima nas 2 partidas finais da competição (4 a 2 em Patos e 2 a 2 em Campina Grande). Com isso, as 2 equipes conquistaram as vagas para a Primeira Divisão de 2019.

## Regulamento
O campeonato está formatado como nos anos anteriores, sendo formalmente dividido em três fases. A primeira fase (classificatória) será disputada no sistema de pontos corridos com turno e returno, no qual os 12 times estão divididos em três grupos: Litoral, Agreste e Sertão. Os times se enfrentam dentro do próprio grupo em turno e returno. Os primeiros colocados em ambos os grupos classificam-se diretamente às semi-finais. O melhor 2º Colocado dos três grupos também avança para a segunda fase.
A Segunda fase (semi-finais) é disputada em eliminatórias com jogos de ida e volta (mata-mata). Os jogos da segunda fase acontecem entre os primeiros colocados e o melhor segundo colocado. Em cada chave desta fase, a equipe de melhor desempenho na primeira fase tem direito ao mando de campo na segunda partida. Em caso de persistência do empate nos pontos ganhos e no saldo de gols, avança para a próxima fase o time que fizer o maior número de gols em cobranças de tiro livre direto. O mesmo se repete na terceira fase (final), onde o vencedor é declarado Campeão Paraibano de Futebol de 2018 - Segunda Divisão.
O campeão e o vice tem vaga garantida na Primeira Divisão de 2019. 
A classificação final dos clubes considera os resultados de todos os jogos disputados. O campeão será o primeiro colocado e o vice-campeão, o segundo. Os clubes que não disputarem a final do campeonato serão classificados de acordo com os resultados obtidos na primeira e segunda, respectivamente.

### Critérios de desempate
Caso haja empate de pontos entre dois ou mais clubes, os critérios de desempates serão aplicados na seguinte ordem:
1. Número de vitórias
2. Saldo de gols
3. Gols marcados
4. Confronto direto
5. Número de cartões vermelhos
6. Número de cartões amarelos

## Participantes
| Equipe                            | Cidade                 | Em 2017 | Estádio            | Capacidade  | Títulos (Último) |
| --------------------------------- | ---------------------- | ------- | ------------------ | ----------- | ---------------- |
| Confiança Esporte Clube           | Sapé                   | NP      | Carneirão          | 1 200       | 0 (não possui)   |
| Esporte Clube de Patos            | Patos                  | NP      | José Cavalcanti    | 4 500       | 3 (2015)         |
| Femar Futebol Clube               | Sumé                   | 8º      | Jacintão           | 2 000       | 0 (não possui)   |
| Internacional Esporte Clube       | Lucena                 | 9º (A)  | Toscanão           | 1 000       | 2 (2016)         |
| Nacional Futebol Clube            | Pombal                 | 5º      | Pereirão           | 3 000       | 0 (não possui)   |
| Desportiva Perilima de Futebol    | Campina Grande         | 7º      | Presidente Vargas  | 6 500       | 0 (não possui)   |
| Associação Desportiva Picuiense   | Picuí                  | 10º     | Vovozão            | 1 000       | 0 (não possui)   |
| Sociedade Esportiva Queimadense   | Queimadas              | NP      | Romerão            | 2 000       | 1 (2007)         |
| Sabugy Futebol Clube              | Santa Luzia            | NP      | José Cavalcanti    | 4 500       | 0 (não possui)   |
| São Paulo Crystal Futebol Clube   | Cruz do Espírito Santo | 3º      | Carneirão          | 1 200       | 1 (2014)         |
| Spartax João Pessoa Futebol Clube | João Pessoa            | 6º      | Carneirão Toscanão | 1 200 1 000 | 0 (não possui)   |
| Sport Club Lagoa Seca             | Lagoa Seca             | 4º      | Titão              | 5 000       | 0 (não possui)   |

## Desempenho por rodada
| 1       | 2   | 3   | 4   | 5   | 6   |     |
| Litoral | CON | SPC | SPC | SPC | SPC | SPC |
| Agreste | PER | PER | PER | PER | PER | PER |
| Sertão  | FEM | FEM | ESP | ESP | ESP | ESP |

| 1       | 2   | 3   | 4   | 5   | 6   |     |
| Litoral | INT | SPA | SPA | SPA | SPA | SPA |
| Agreste | PIC | QUE | PIC | PIC | PIC | PIC |
| Sertão  | SAB | SAB | SAB | SAB | SAB | SAB |

## Fase final
|  | Semifinais        | Semifinais | Semifinais | Semifinais |   |                  | Final | Final | Final | Final |
|  |                   |            |            |            |   |                  |       |       |       |       |
|  | Sport-PB          | 0          | 0          | 0          |   |                  |       |       |       |       |
|  | Perilima          | 1          | 2          | 3          |   |                  |       |       |       |       |
|  | Perilima          | 1          | 2          | 3          |   | Esporte de Patos | 4     | 1     | 5     |       |
|  |                   |            |            |            |   | Esporte de Patos | 4     | 1     | 5     |       |
|  |                   | Perilima   | 2          | 2          | 4 |                  |       |       |       |       |
|  | Esporte de Patos  | Perilima   | 2          | 2          | 4 | 3                | 3     | 6     |       |       |
|  | Esporte de Patos  |            |            |            |   | 3                | 3     | 6     |       |       |
|  | São Paulo Crystal | 3          | 1          | 4          |   |                  |       |       |       |       |

## Estatísticas

### Maiores públicos
Atualizada às 17:06 (UTC-3) em 12 de janeiro de 2019.
Os cinco maiores públicos pagantes do campeonato:
| Nº | Público | Mandante          | Placar | Visitante         | Estádio         | Data           | Rodada    |
| -- | ------- | ----------------- | ------ | ----------------- | --------------- | -------------- | --------- |
| 1ª | 412     | Sport-PB          | 0 – 1  | Perilima          | O Titão         | 21 de outubro  | Semifinal |
| 2ª | 303     | Sport-PB          | 3 – 0  | Queimadense       | O Titão         | 23 de setembro | 1ª rodada |
| 3ª | 218     | Esporte-PB        | 3 – 3  | São Paulo Crystal | José Cavalcanti | 21 de outubro  | Semifinal |
| 4ª | 209     | Confiança-PB      | 2 – 3  | São Paulo Crystal | Carneirão       | 26 de setembro | 2ª rodada |
| 5ª | 206     | São Paulo Crystal | 2 – 0  | Internacional-PB  | Carneirão       | 23 de setembro | 1ª rodada |

## Premiação
| Campeonato Paraibano de 2018 - Segunda Divisão |
| Patos                                          |
| ---------------------------------------------- |
| Esporte de Patos Campeão (4° título)           |